# Pilar Vicente
Maria do Pilar Vicente (1953 - Lisboa, 28 de novembro de 2014) foi uma médica portuguesa, dirigente sindical e militante antifascista que foi presa política durante o Estado Novo.

## Biografia
Pilar inicia o seu percurso ativista enquanto estudante de medicina participando do movimento estudantil contra a ditadura do Estado Novo, tendo sido presa pela PIDE, em 1973, aos 20 anos de idade.
Pilar foi médica cirurgiã, no Hospital São José, em Lisboa e dirigente sindical da Federação Nacional dos Médicos (FNAM) e do Sindicato dos Médicos da Zona Sul (SMZS), da qual foi Vice-Presidente tendo sido defensora das Carreiras Médicas e do Serviço Nacional de Saúde.
Em 1998, torna-se membro do Partido Comunista Português integrando, a partir de 2004, o seu Comité Central. Enquanto membro deste partido fez parte do Secretariado da célula do PCP no Centro Hospitalar de Lisboa Central, da célula do Associativismo Médico, do organismo de Direcção do Sector da Saúde da Organização Regional de Lisboa e da Comissão Nacional do PCP para as questões da saúde, tendo sido também candidata à Câmara Municipal de Mafra, pela CDU.
Pilar foi membro da Comissão de Moradores de Campolide e integrou o Grupo de Teatro do Hospital de São José.
Faleceu aos 61 anos, vítima de doença grave.

## Homenagens
Pilar foi homenageada, a 17 de outubro de 2024, no 4º Fórum da FNAM sob o tema “Papel das Mulheres na Luta Sindical”.

## Ligações Externas
- Entrevista a Pilar Vicente realizada pelos Precários Inflexíveis sobre a Importância do Serviço Nacional de Saúde no Estado Social
- Homenagem a Pilar Vicente, dirigente do SMZS-FNAM"